# Caterpillar Inc.
Caterpillar Inc. (NYSE: CAT) là một công ty nằm trong TOP Fortune 100 chuyên về thiết kế,phát triển,sản xuất,máy móc xây dựng,động cơ đốt trong,dịch vụ tài chính và bảo hiểm cho khách hàng thông qua một mạng lưới nhượng quyền kinh doanh toàn cầu của Hoa Kỳ .Đồng thời là nhà sản xuất thiết bị xây dựng lớn nhất thế giới. Năm 2016, Caterpillar được xếp hạng 59 trong danh sách Fortune 500 và # 194 trên danh sách Global Fortune 500. Cổ phiếu của công ty là một phần của Chỉ số trung bình công nghiệp Dow Jones.
Caterpillar Inc. bắt đầu từ sự sáp nhập năm 1925 của Holt Manufacturing Company và C. L. Best Tractor Company, tạo ra một thực thể mới, Caterpillar Tractor Company, có trụ sở tại California. Năm 1986, công ty tái tổ chức thành một công ty tại Delaware dưới cái tên hiện tại, Caterpillar Inc. Trụ sở của Caterpillar đặt tại Deerfield, Illinois; công ty đã thông báo vào tháng 1 năm 2017 rằng trong suốt năm đó, công ty sẽ di chuyển trụ sở chính từ Peoria, Illinois, tới Deerfield, Illinois, từ bỏ kế hoạch từ năm 2015 về việc xây dựng một khu phức hợp mới trị giá 800 triệu đô la tại trung tâm thành phố Peoria.
Công ty cũng đăng ký giấy phép và tiếp thị một dòng giày dép quần áo và giày làm việc theo tên Cat / Caterpillar. Máy móc của Caterpillar được nhận diện bởi nhãn hiệu "Caterpillar Yellow" và logo "CAT".